# 棈松熾
棈松 熾（あべまつ さかん、1891年（明治24年）3月30日 - 没年不明）は、明治時代後期から昭和時代前期の台湾総督府官僚。

## 経歴・人物
鹿児島県日置郡上伊集院村（現・鹿児島市）に生まれる。1909年（明治42年）2月、台湾総督府税関官吏に任ぜられ、府属、台北州属、総督官房秘書課勤務を経て、1928年（昭和3年）9月、地方理事官に進み、基隆市助役に就任した。1930年（昭和5年）4月、台北州羅東郡守、1931年（昭和6年）5月、高雄州潮州郡守を歴任し、1932年（昭和7年）4月に退官した。
退官後は、清水街長、台北市主事、台南商工会議所理事、花蓮港市会議員などを歴任した。